# شو ينغ
شو ينغ (بالصينية: 徐瑛) هو ملحن صيني، ولد في 1962.